# 地ノ島 (和歌山県和歌山市)
地ノ島（じのしま）は和歌山県和歌山市にある無人島。友ヶ島を構成する島の一つである。

## 概要
瀬戸内海国立公園内にあり地ノ島全体が国有地となっており、環境省が管理している。同じ友ヶ島群島のキャンプ場等がある沖ノ島と違って完全無人島であり、上陸手段はなく実質立ち入り禁止状態である。